# Bo Almqvist
Pour les articles homonymes, voir Almqvist.
Bo Gunnar Almqvist, né le 5 mai 1931 et mort le 9 novembre 2013, est un universitaire et folkloriste suédois. 

## Biographie
Né à Edsgatan en Suède en 1931, Almqvist entre à l'Université d’Uppsala en 1950, où il étudie les langues et le folklore nordique. C'est là qu'il apprend l'irlandais avec Kevin Danaher. En 1953, Almqvist se rend pour la première fois en Irlande avec une bourse pour étudier l'irlandais à l'école d'été de l'UCD. Il est diplômé d'Uppsala en 1954 et obtient un BPhil en langue et littérature islandaise à l'Université d'Islande à Reykjavik.  Almqvist travaille à l'Université d'Islande comme maître de conférences en suédois de 1956-60. Il épouse Jane Houston et leur fille Marja naît en Islande. Le mariage s'achève par un divorce en 1975. 
Bo Almqvist retourne en Suède en 1960 et enseigne à l'Université d'Uppsala, terminant une thèse de doctorat sur la poésie magique, satirique et insultante dans les pays nordiques ( Norrön niddiktning , 2 volumes. 1965, 1972). 
Entre 1966 et 1972, Almqvist travaille sur le terrain à Dunquin, avec des conteurs traditionnels comme Mícheál Ó Gaoithín et Cáit'Bab' Feiritéar. En 1972, Almqvist est nommé professeur de folklore irlandais à l'UCD. Il  développe l'étude académique du folklore irlandais et du folklore comparé à l'UCD et est directeur des archives du folklore, plus tard la National Folklore Collection. Avec Pádraig Ó Héalaí, il dirige pendant vingt ans Béaloideas, le journal de la Folklore of Ireland Society. 
En 1982, il épouse l'écrivaine et folkloriste irlandaise Éilís Ní Dhuibhne. Le couple a deux fils, Ragnar et Olaf.
Il meurt le 9 novembre 2013 à Dublin,

## Sélection d'œuvres
- Norrön niddiktning. Vol. 1 Nid mot furstar. Vol. 2 Nid mot missionärer. (Stockholm : Almqvist & Wiksell, 1965, 1972).
- 'The Uglier Foot (AT 1559B*). An Anecdote in Old Icelandic Literature and Its Counterpart in Irish Folk Tradition' Béaloideas 27–28 (1973) 1–58 (first published in Swedish in Scripta Islandica 17 (1966)).
- (avec David Greene (eds.)), Proceedings of the Seventh Viking Congress. Dublin 15–21 August 1973. (London: Viking Society for Northern Research, 1976).
- An Béaloideas agus an Litríocht. (Baile an Fheirtéaraigh, Co. Chiarraí, Ireland : Cló Dhuibhne, 1977).
- ‘The Irish Folklore Commission. Achievement and Legacy’ Béaloideas 45–47 (1977–79) 6–26.
- ‘Scandinavian and Celtic Folklore Contacts in the Earldom of Orkney’ Saga-Book 20 (1978–81) 80–105.
- (avec Séamas Ó Catháin et Pádraig Ó Héalaí (eds.)), Fiannaíocht: Essays on the Fenian Tradition of Ireland and Scotland. (Dublin: Folklore of Ireland Society, 1987).
- (avec Séamas Ó Catháin et Pádraig Ó Héalaí (eds.)), The Heroic Process: Form, Function, and Fantasy in Folk Epic. The Proceedings of the International Folk Epic Conference, University College, Dublin, 2–6 September 1985. (Dublin: Glendale Press, 1987).
- ‘Of Mermaids and Marriages. Séamus Heaney’s ‘Maighdean Mhara’ and Nuala Ní Dhomhnaill’s ‘An Mhaighdean Mhara’ in the Light of Folk Tradition.’ Béaloideas 58 (1990) 1–74.
- ‘The Mysterious Mícheál Ó Gaoithín, Boccaccio and the Blasket Tradition. Reflections Occasioned by James Stewart’s “Boccaccio in the Blaskets”’ Béaloideas 58 (1990) 75–140.
- ‘Irish Migratory Legends on the Supernatural. Sources, Studies and Problems’ Béaloideas 59 (1991) (special issue: The Fairy Hill Is on Fire!) 1–44.
- ‘Waterhorse Legends (MLSIT 4086 & 4086B). The Case for and against a Connection between Irish and Nordic Tradition’ Béaloideas 59 (1991) 107–120.
- Viking Ale: Studies on Folklore Contacts between the Northern and Western Worlds. Presented to the Author on the Occasion of his 60th Birthday. ed. Éilís Ní Dhuibhne-Almqvist and Séamas Ó Catháin. (Aberystwyth: Boethius Press, 1991).
- Färingasagan. Faereyínga saga. Hedemora 1992.
- ‘Fylgjor, livsfjärilar och livsfiskar. Några bidrag till isländsk-irisk själstro’ in Ailbhe Ó'Corráin (ed.), Proceedings of the Third Symposium of Societas Celtologica Nordica. Uppsala Uppsala Universitet 1994, 115–145.
- (avec Dáithí Ó hÓgáin) Skálda: éigse is eachtraíocht sa tSean-Lochlainn. (Indreabhán, Co. na Gaillimhe: An Clóchomhar, 1995).
- ‘Gaelic/Norse Folklore Contacts: Some Reflections on Their Scope and Character’  Bildung und Literatur (1996) 139–172.
- ‘Before Columbus. Some Irish Folklore Motifs in the Old Icelandic Traditions about Wineland’ in Folke Josephson (ed.), Celts and Vikings. Göteborg: Göteborgs Universitet 1997, 225–252.
- ‘Is Búkolla a Celtic Cow?’ in Ailbhe Ó Corráin (ed.), Proceedings of the Fifth Symposium of Societas Celtologica Nordica. Uppsala: Uppsala Universitet 2001, 101–116.
- ‘C. W. von Sydow agus Éire: scoláire Sualannach agus an léann Ceilteach (C. W. von Sydow and Ireland: a Swedish Scholar and Celtic Studies)’ Béaloideas 70 (2002) 3–49.
- (avec Roibéard Ó Cathasaigh (eds.)), Ó Bhéal an Bhab: Cnuas-scéalta Bhab Feiritéar (From Bab’s Mouth. A Collection of Bab Feiritéar’s Stories). Indreabhán 2002.
- ‘The Scholar and the Storyteller: Heinrich Wagner’s Collections from Peig Sayers’ Béaloideas 72 (2004) 31–59.
- (avec Roibéard Ó Cathasaigh (eds.)), 'Paidreacha agus Orthaí ó Bhab Feiritéar (Prayers and Charms from Bab Feiritear)' Béaloideas 73 (2005) 135–171.
- ‘Arastotail ar an mBlascaod (Aristotle in the Blasket Islands)’ in Dónall Ó Baoill, Donncha Ó hAodha and Nollaig Ó Muraíle (eds.) Saltair Saíochta, Sanasaíochta agus Seanchais. A Festschrift for Gearóid Mac Eoin. Dublin: Four Courts Press, 2013, 6–16.
- (avec Pádraig Ó Héalaí (eds.)), Peig Sayers, Labharfad le cách: scéalta agus seanchas taifeadta ag Radio Éireann agus BBC/I will speak to You All: Stories and Lore Recorded by Radio Éireann and the BBC. Dublin: RTÉ 2009.